# Jørgen Emil Hansen
Jørgen Emil Hansen (født 7. december 1942 i København) er en tidligere dansk amatørcykelrytter.
Han var blandt andet med til at vinde VM i 100 km holdkørsel i 1966 sammen med Verner Blaudzun, Ole Højlund og Flemming Wisborg.
Han deltog i tre olympiske lege. Første gang var ved OL 1968 i Mexico City, hvor han stillede op på landevejen i linjeløbet. Her blev han nummer 29. Bedre gik det i 100 km holdkørslen, hvor tre af VM-guldvinderne fra 1966 stillede op, idet Wisborg var erstattet af Leif Mortensen, der vandt sølv i landevejsløbet. Resultatet blev en fjerdeplads, over to minutter efter italienerne på bronzepladsen.
Ved legene i 1972 i München stillede Jørgen Emil Hansen kun op i holdløbet, hvor det blev til en skuffende tolvteplads.
Hans sidste OL blev 1976 i Montreal, hvor han i det individuelle linjeløb måtte udgå, men til gengæld vandt han bronze i holdkørslen sammen med Verner Blaudzun, Gert Frank og Jørn Lund. Sovjetunionen vandt guld og Polen sølv og var begge flere minutter foran danskerne, der akkurat sikrede sig medaljen foran Vesttyskland, som blot var femten sekunder efter danskerne.
Han blev desuden Danmarksmester i landevejslinjeløb i 1975.